# Arzignano
Arzignano (deutsch veraltet: Artzingen, Arzing oder Arzingen) ist eine nordostitalienische Gemeinde (comune) mit 25.532 Einwohnern (Stand 31. Dezember 2023) in der Provinz Vicenza in Venetien. Der Ort liegt etwa 23 Kilometer westlich von Vicenza im Valle del Chiampo. Der Chiampo fließt östlich des Ortes in südlicher Richtung zum Po. Die Gemeinde grenzt an die Provinz Verona.

## Geschichte
1413 focht Sigismund gegen die Republik Venedig. Unter der Führung von Philippo Scolari wurde die Festung von Arzignano belagert.

## Persönlichkeiten
- Antonio Giuriolo (1912–1944), Lehrer und Widerstandskämpfer
- Paolo Negro (* 1972), Fußballspieler
- Marzia Kjellberg (* 1992), Autorin und Webvideoproduzentin
- Luca Ghiotto (* 1992), Automobilrennfahrer
- Rebecca Lonedo (* 1996), Langstreckenläuferin
- Luca Mozzato (* 1998), Radrennfahrer